# Állatolimpia (film)
Az Állatolimpia (eredeti cím: Animalympics) 1979-ben bemutatott amerikai televíziós rajzfilm, amelyet Steven Lisberger rendezett. Az animációs játékfilm producere Donald Kushner. A forgatókönyvet Michael Fremer és Steven Lisberger írta, a zenéjét Graham Gouldman szerezte. A tévéfilm a Lisberger Studios gyártásában készült, a NBC forgalmazásában jelent meg. Műfaja zenés sportfilm.
Amerikában 1980. február 1-én az NBC-n, Magyarországon 1998. május 23-án a TV2-n vetítették le a televízióban, új magyar változattal 2008. február 8-án adták ki DVD-n.

## Cselekmény
A rajzfilm tulajdonképpen egy olimpiai televíziós közvetítés rövidített szimulációja, melyet a fikcionális ZOO csatorna juttat el a nézőkhöz. Természetesen riporterekkel, kommentátorokkal és a háttérmunkásokkal együtt (akiket a film végén röviden be is mutatnak). A stúdióban Henry Hummel, egy teknős ül és köti össze az egyes versenyszámokat, illetve "kapcsolja" a riportereket. Gyakran feltűnik a közvetítések alkalmával Barbara Warblers, a gólya, aki nem egyszer kerül mókás helyzetekbe. Sokszor láthatunk – a valós olimpiai közvetítésekhez hűen – köztes bejátszásokat egy-egy versenyszám között, szakértői kommentárokat, interjúkat a versenyzőkkel. Megnyitó és egy nagyon rövid záróceremónia is része a műsornak.
A film tulajdonképpen az egyes versenyszámokra történő "élő" kapcsolásból áll. A nyári és téli olimpiai játékok egyes sportágait vegyítették: láthatunk marathoni futást, úszást, öttusát, műkorcsolyát, alpesi sít, lesiklást, labdarúgást, ökölvívást, műugrást stb. Az egyes sportközvetítések önmagukban alkotnak egy-egy egységes részt, ami általában le is zárul, egyedül a marathonra és az alpesi síre tér vissza a "közvetítés" gyakorta vissza. Előbbi esetében René Fromage (Európa) és Kit Mambo (Afrika) küzdelmét láthatjuk, akik a film végére egymásba szeretnek és kéz a kézben futnak át a célvonalon együtt – a műsorvezető nagy döbbenetére. Kurt Wüffner, egy német dakszli a téli sportágakban remekel, illetve Bolt Jenkins aligátor hányattatott élettörténetével is megismerkedhetnek a nézők.
Az Állatolimpián (valószínűleg az utómunkálatok során végrehajtott módosítások végett) a sportolók nem országokat, hanem kontinenseket képviselnek: Észak-, Dél-Amerika, Afrika, Ázsia, Ausztrália – mint kontinens és nem mint államszövetség – Európa (a kontinens nyugati és középső részeire vonatkozóan) és Eurázsia; utóbbi kontinens sportolói a Szovjetuniót és annak tagköztársaságait képviseli.

## Szereplők
| Szereplő                           | Eredeti hang   | Magyar hang                              | Magyar hang                             |
| Szereplő                           | Eredeti hang   | 1. magyar szinkron (TV2, 1998)           | 2. magyar szinkron (Fantasy Film, 2007) |
| ---------------------------------- | -------------- | ---------------------------------------- | --------------------------------------- |
| Barbra Warblers                    | Dorrie Turnell | Spilák Klára                             | Kocsis Judit                            |
| Brenda Springer                    | Dorrie Turnell | Kiss Erika                               | Kocsis Judit                            |
| Cora Lee Perrier                   | Dorrie Turnell | Kiss Erika                               | Kocsis Judit                            |
| Tatyana Tushenko                   | Dorrie Turnell | Spilák Klára                             | Kocsis Judit                            |
| Dorrie Turnell                     | Dorrie Turnell | Spilák Klára                             | Kocsis Judit                            |
| Grófnő                             | Dorrie Turnell | Spilák Klára                             | Kocsis Judit                            |
| Henry Hummel                       | Michael Fremer | Gruber Hugó                              | Harsányi Gábor                          |
| Kit Mambo                          | Michael Fremer | Spilák Klára                             | Sági Tímea                              |
| René Fromage                       | Michael Fremer | Lázár Sándor                             | Joó Gábor                               |
| Bolt Jenkins                       | Michael Fremer | Janovics Sándor                          | Vida Péter                              |
| Bjorn Freeborg                     | Michael Fremer | Beratin Gábor                            | Vida Péter                              |
| Mele                               | Michael Fremer | Rékasi Károly                            | Turi Bálint                             |
| Állatolimpiai sziget polgármestere | Michael Fremer | Rékasi Károly                            | Balázsi Gyula                           |
| Mamo Ululu                         | Michael Fremer | Lázár Sándor                             | Balázsi Gyula                           |
| Jackie Fuelit                      | Michael Fremer | Albert Gábor                             | Renácz Zoltán                           |
| Dean Wilson                        | Michael Fremer | Albert Gábor                             | Szűcs Péter Pál                         |
| Gui Lafluke                        | Michael Fremer | Albert Gábor                             | Turi Bálint                             |
| Kurt Wuffner                       | Michael Fremer | Simon Aladár                             | Turi Bálint                             |
| Maurice Boar-Deaux gróf            | Michael Fremer | Simon Aladár                             | Garamszegi Gábor                        |
| Bear McLane                        | Michael Fremer | Simon Aladár                             | Uri István                              |
| Bernard Gerlinger                  | N/A            | Simon Aladár                             | Uri István                              |
| Robert Pitwig                      | N/A            | Lázár Sándor                             | Uri István                              |
| Kommentátor                        | N/A            | Janovics Sándor Papp János Rékasi Károly | Uri István                              |
| Keen Hacksaw                       | Harry Shearer  | Papp János                               | Breyer Zoltán                           |
| Burnt Woody                        | Harry Shearer  | Albert Gábor                             | Seder Gábor                             |
| Mark Spritz                        | Harry Shearer  | Janovics Sándor                          | Seder Gábor                             |
| Ludmilla Stepanetova               | N/A            | Janovics Sándor                          | Balázsi Gyula                           |
| Rolf Shmecker                      | N/A            | Simon Aladár                             | Balázsi Gyula                           |
| Rugs Turkell                       | Billy Crystal  | Epres Attila                             | Imre István                             |
| Art Antica                         | Billy Crystal  | Pálfai Péter                             | Garamszegi Gábor                        |
| Joey Kongolong                     | Billy Crystal  | Pálfai Péter                             | Szűcs Péter Pál                         |
| "Whiz" Rizzo                       | N/A            | Pálfai Péter                             | Szűcs Péter Pál                         |
| Toulouse La Track                  | N/A            | Pálfai Péter                             | Renácz Zoltán                           |

## A rajzfilm és az Olimpia kapcsolata
Ezt a filmet sokan burkoltan politikai üzenetnek is vélték, hiszen az NBC nem sokkal az után sugározta, hogy az USOC (Egyesült Államok Olimpiai Bizottsága) politikai nyomás hatására bojkottálta az 1980-as moszkvai Nyári Olimpiai Játékokat. Az ok egyébként a szovjetek afganisztáni intervenciója volt, ami 1979. december 24-én vette kezdetét. Ennek következményeként több száz, főként USA-beli sportolók estek el a részvétel lehetőségétől, így sokak számára több éves álom, munka, küzdelem ment veszendőbe egyetlen döntés miatt. Egyes feltételezések szerint az alkotók éppen ezért az országonkénti elkülönítés helyett kontinensekre osztották szét a versenyzőket (például a Szovjetuniót Eurázsiaként láthatjuk szerepelni) az utómunkálatok folyamán, bár erre nincs bizonyíték és a film készítői sem nyilatkoztak így.
Mindazonáltal az Állatolimpia üzenete így is egyértelműnek bizonyult: mindegy, hogy ki, honnan származik, hiszen a sport, a verseny ünnepe mindenkit összehoz, megbékít és nem szabad hagyni, hogy a különbségek elválasszanak egymástól.
A rajzfilm eredetileg valóban az 1980-as Olimpiát igyekezett a gyermekek, a jövő potenciális sportolói generációjának körében népszerűsíteni. Az akkori események tükrében óhatatlanul megváltozott az egész alkotás jelentése és megítélése.
A rajzfilmben az állatolimpiát a képzeletbeli ZOO tévé állati riporterei közvetítik.

## Filmzenék
A film zeneszerzője, írója és énekese Graham Gouldman.
| 1.    | Z.O.O                           | 3:29 |
| 2.    | Kit Mambo                       | 4:30 |
| 3.    | Born To Lose                    | 4:04 |
| 4.    | We've Made It To The Top        | 3:45 |
| 5.    | Go For It!                      | 3:34 |
| 6.    | Love's Not For Me (René's Song) | 2:42 |
| 7.    | Away From It All                | 2:32 |
| 8.    | Underwater Fantasy              | 3:18 |
| 9.    | Bionic Boar                     | 3:35 |
| 10.   | With You I Can Run Forever      | 4:04 |
| 35:33 |                                 |      |